# Kanorba reflexa
Kanorba reflexa är en insektsart som beskrevs av Paul W. Oman 1938. Kanorba reflexa ingår i släktet Kanorba och familjen dvärgstritar. Inga underarter finns listade i Catalogue of Life.